# فردریک دوبراژه
فردریک دوبراژه (انگلیسی: Frédéric Dobraje؛ زادهٔ ۱۷ مهٔ ۱۹۵۵) بازیکن فوتبال اهل فرانسه است.
از باشگاه‌هایی که در آن بازی کرده‌است می‌توان به باشگاه فوتبال باستیا، باشگاه فوتبال استاد برستوا ۲۹، و باشگاه فوتبال سوشو اشاره کرد.